# Paredra
Para los magistrado griegos, véase Paredros

Paredra (transcripción del griego antiguo πάρεδρος, paredros) es un sustantivo o adjetivo que significa literalmente "sentarse cerca", "que está sentado al lado". Se utiliza para describir una deidad, a veces de menor categoría, que está asociada a la adoración de un dios o una diosa más influyentes. También se usa para indicar al consorte de la deidad, que puede ser de igual rango. 
En la mitología egipcia casi todos los dioses se asociaron de dos en dos. Era frecuente que una divinidad principal diera hospitalidad en su templo a otras divinidades, que, importantes por sí mismas, formaban su corte y recibían culto.
Las relaciones entre los dioses egipcios de las diferentes cosmogonías son conocidas: 
- En la cosmogonía Heliopolitana: Shu y Tefnut, padres de Geb y Nut que a su vez eran esposos y padres de Osiris, Isis, Seth, Neftis y Horus.
- En la cosmogonía Hermopolitana: Nun y Nunet, Heh y Hehet, Kek y Keket, Amón y Amonet
- En las teologías locales: Amón y Mut, padres de Jonsu según la tríada de Tebas. Ptah y Sejmet, padres de Nefertum según tríada de Menfis. Montu y Dyenenet, padres de Harpra según la tríada de Medamud.